# Harald Quandt
Harald Quandt (Charlottenburg, 1º novembre 1921 – Sanfront, 22 settembre 1967) è stato un imprenditore e aviatore tedesco. Figlio di Magda Goebbels e dell'industriale Günther Quandt, era il figliastro del gerarca nazista Joseph Goebbels.
Dopo la seconda guerra mondiale lui e il suo fratellastro Herbert Quandt diressero l'importante azienda produttrice di batterie Accumulatorenfabrik AG (Afa), in seguito conosciuta come VARTA, lasciata loro in eredità dal padre Günther. Negli anni sessanta i due fratelli divennero anche i principali azionisti della BMW.

## Biografia

### La giovinezza e la guerra
Harald Quandt, rampollo di seconda generazione di una delle famiglie più ricche della Germania nasce nel 1921 dal matrimonio tra Günther Quandt e Magda Behrend Rietschel. La coppia divorzia nel 1929 ma continua ad intrattenere rapporti molto cordiali e amichevoli. Magda in seguito celebra il suo matrimonio con Joseph Goebbels in una delle proprietà di Günther, con Hitler come testimone dello sposo.
Dopo le seconde nozze della madre, Harald resta a vivere con il proprio padre, che diventa uno dei più importanti industriali del Terzo Reich, fino al 1934. Continua comunque a vedere spesso la madre, che era diventata la First Lady del Terzo Reich, il patrigno, che dal 1933 è ministro della propaganda, e i suoi fratellini e sorelline. Dopo il 1934 si trasferisce dalla madre e vive con la famiglia Goebbels fino al superamento degli esami scolastici finali nel 1940. In questo periodo sorprende molti diventando sostenitore dell'indipendentista indiano Subhas Chandra Bose e del suo motto "tum mujhe khhon do, main tumhe azadi doonga", ovvero "Datemi il sangue e vi darò la libertà".
Presta servizio militare come tenente della Luftwaffe nel corso della seconda guerra mondiale. Rimane ferito e viene catturato dagli Alleati in Italia nel 1944, per poi essere rilasciato nel 1947. Nel maggio 1945 Magda e Joseph Goebbels muoiono suicidi, dopo aver ucciso i loro figli, nel Führerbunker. Harald è l'unico dei figli di Magda a sopravvivere.

### Gli affari dopo la fine della guerra
Dopo essere rientrato in Germania dapprima aiuta il suo fratellastro a ricostruire le industrie di famiglia che erano andate distrutte, e dal 1949 al 1953 studia ingegneria meccanica ad Hannover e Stoccarda. Suo padre muore nel 1954 durante un viaggio al Cairo e lascia il suo impero economico a Harald e Herbert, fatto che rende Harald uno degli uomini più ricchi della Germania occidentale. In quel momento il gruppo Quandt si compone di più di 200 aziende che spaziano dall'originario comparto tessile alla compagnia farmaceutica Altana AG. Il gruppo familiare possiede inoltre grosse quote del settore automobilistico tedesco con quasi il 10% delle azioni della Daimler-Benz e il 30% della BMW.
Anche se Herbert e Harald gestiscono insieme le aziende, Herbert si concentra sulla AFA/VARTA e sugli investimenti nel ramo dell'automobile, mentre Harald si dedica maggiormente all'IWKA e alle ditte del settore ingegneristico e meccanico. Nei primi anni cinquanta Harald Quandt sposa Inge Bandekow, che è figlia dell'avvocato della compagnia e ha lavorato con il padre come segretaria. Nei 17 anni successivi la coppia ha cinque figlie: Katarina Geller (1951), Gabriele Quandt-Langenscheidt (1952), Anette May-Thies (1954), Colleen-Bettina Rosenblat-Mo (1962) e Patricia Halterman (1967-2005). Harald Quandt riesce a sopravvivere ad un incidente che gli capita all'aeroporto di Zurigo-Kloten, ma nel 1967 muore quando un altro dei suoi aerei precipita in Italia.

## Filmografia
Il film-documentario Il silenzio dei Quandt, prodotto dalla rete televisiva tedesca ARD nel 2007, descrive dettagliatamente il ruolo svolto dalla famiglia Quandt nel corso della seconda guerra mondiale. Per decenni la famiglia ha nascosto il proprio passato nazista, ma il film contiene nuove documentate rivelazioni, e mette la famiglia di fronte alla propria storia, come lo sfruttamento di schiavi nelle loro fabbriche nel corso della seconda guerra mondiale. Dopo l'uscita del film quattro membri della famiglia hanno annunciato l'intenzione di finanziare un progetto di ricerca affidando ad alcuni storici il compito di esaminare le attività della famiglia stessa durante la dittatura di Adolf Hitler.